# Список родов совок/W
Список родов совок включает более 4000 родов бабочек семейства Noctuidae. Семейство включает большое число вредителей сельского и лесного хозяйства, некоторые имеют карантинное значение. Список состоит из научных латинских названий таксона, указанных рядом с ними имени учёного, впервые описавшего данный таксон, и года, в котором это произошло, а также типового вида на основании которого был выделен родовой таксон.
| Оглавление: A B C D E F G H I J K L M N O P Q R S T U V W X Y Z |

## Список таксонов
| Род          | Автор и год описания | Типовой вид                                     | Примечание                    |
| ------------ | -------------------- | ----------------------------------------------- | ----------------------------- |
| Walterella   | Dyar, 1921           | Walterella ocellata (Barnes & McDunnough, 1910) | [ 5 ] [ 6 ] [ 7 ] [ 8 ] [ 9 ] |
| Weymeria     | Karsch, 1895         | Weymeria athene Weymer, 1892                    | [ 10 ] [ 11 ]                 |
| Wilemaniella | Matsumura, 1927      | Wilemaniella discitincta Wileman, 1914          | [ 12 ] [ 13 ] [ 14 ]          |
| Wilkara      | Swinhoe, 1918        | Wilkara nigerrima Swinhoe, 1918                 | [ 15 ] [ 16 ]                 |